# Гельмут Фолькман
Гельмут Фолькман (нім. Hellmuth Volkmann; 28 лютого 1889, Діденгофен — 21 серпня 1940, Берлін) — німецький офіцер, генерал авіації, генерал піхоти, командир легіону «Кондор».

## Біографія
4 березня 1907 року вступив у 14-й саперний батальйон. Закінчив Військово-технічну академію (1912). У березні-червні 1914 року пройшов підготовку у військовій льотній школі в Мюльгаузені. Учасник Першої світової війни, служив в 25-му авіазагоні і авіазагоні «Мец». У серпні-жовтні 1915 року — начальник льотної школи в Меці, з 6 листопада 1916 року — командир 10-ї винищувальної ескадрильї. З грудня 1916 року очолював різні училища, в січні-травні 1918 року — армійський авіаційний парк «А», а в жовтні-грудні 1918 року — 211-й авіазагін.
У 1919 році — член Добровольчого корпусу гвардійської кавалерійської стрілецької дивізії (березень 1919), потім ад'ютант бригади Граутоффа. Після демобілізації армії залишений в рейхсвері, командир роти саперного батальйону, з 1 січня 1921 року — командир роти 14-го піхотного полку. 1 березня 1924 року переведений в штаб 5-ї дивізії, 1 жовтня 1925 року — в Управління озброєнь Імперського військового міністерства, 1 жовтня 1929 року — в штаб командувача артилерією 2-го військового округу. 1 квітня 1933 року очолив відділ Військового міністерства. 1 квітня 1935 року перейшов в люфтваффе і був призначений начальником відділу Імперського міністерства авіації. З 1 квітня 1935 року — вищий авіаційний командир (Дрезден). 9 червня 1936 року призначений начальником Адміністративного управління Імперського міністерства авіації. 1 листопада 1937 року змінив Гуго Шперрле на посаді командира легіону «Кондор». 31 жовтня 1938 року здав пост Вольфраму фон Ріхтгофену і призначений офіцером для особливих доручень при головнокомандувачі люфтваффе.
З 1 квітня 1939 по 22 квітня 1940 року — начальник Академії люфтваффе. Одночасно з 13 вересня 1939 року — командир 94-ї піхотної дивізії, 22 квітня 1940 офіційно переведений в сухопутні війська. У травні 1940 року його дивізія була перекинута з Німеччини до Франції. 4 серпня 1940 року отримав смертельні поранення в автомобільній катастрофі, помер в шпиталі.

## Звання
- Фенріх (березень 1907)
- Лейтенант (серпень 1908)
- Обер-лейтенант (лютий 1915)
- Гауптман (листопад 1917)
- Майор (жовтень 1929)
- Оберст (вересень 1934)
- Генерал-майор (жовтень 1936)
- Генерал-лейтенант (квітень 1938)
- Генерал авіації (січень 1939)
- Генерал піхоти (22 квітня 1940)

## Нагороди[1]
- Нагрудний знак військового пілота (Пруссія) (30 вересня 1914)
- Залізний хрест 2-го класу (10 жовтня 1914)
- Лицар 2-го класу ордена Церінгенського лева з мечами (29 січня 1915)
- Залізний хрест 1-го класу (10 липня 1916)
- Хрест «За військові заслуги» (Ліппе) (26 липня 1917)
- Нагрудний знак «За поранення» в чорному
- Пам'ятний знак пілота (Пруссія)

- Почесний хрест ветерана війни з мечами
- Медаль «За вислугу років у Вермахті» 4-го, 3-го, 2-го і 1-го класу (25 років)
- Медаль «За Іспанську кампанію» (Іспанія)
- Нагрудний знак пілота (Іспанія)
- Військова медаль (Іспанія) з діамантами
- Нагрудний знак пілота
- Нарукавна стрічка «Легіон Кондор»
- Іспанський хрест в золоті з мечами та діамантами (6 червня 1939)

- Застібка до Залізного хреста 2-го класу (1939)